# Onanì
Onanì – miejscowość i gmina we Włoszech, w regionie Sardynia, w prowincji Nuoro.
Według danych na rok 2004 gminę zamieszkiwały 473 osoby, 6,7 os./km². Graniczy z Bitti, Galtellì, Irgoli, Lodè i Lula.